# Глобицы
Глобицы — деревня в  Лопухинском сельском поселении Ломоносовского района Ленинградской области.

## История
Впервые упоминается в Писцовой книге Водской пятины 1500 года как сельцо Глобицы в Ильинском Заможском погосте Копорского уезда.
Затем как деревня Globitza by в Заможском погосте в шведских «Писцовых книгах Ижорской земли» 1618—1623 годов.
На карте Ингерманландии А. И. Бергенгейма, составленной по шведским материалам 1676 года, обозначена деревня Globitsi.
На шведской «Генеральной карте провинции Ингерманландии» 1704 года — деревня Globits by при мызе Globits hof.
Деревня Глогицы нанесена на «Географическом чертеже Ижорской земли» Адриана Шонбека 1705 года.
Как деревня Глобиц она упомянута на карте Ингерманландии А. Ростовцева 1727 года.
В 1755 году Варвара Алексеевна Шереметева (Черкасская) возвела в деревне Глобицы первую, деревянную церковь во имя Спаса Нерукотворного и дома для церковнослужителей.
На карте Санкт-Петербургской губернии Я. Ф. Шмидта 1770 года обозначена мыза Слопицы.
Село Глобицы упоминается на карте Санкт-Петербургской губернии 1792 года А. М. Вильбрехта.
На карте Санкт-Петербургской губернии Ф. Ф. Шуберта 1834 года обозначена деревня Глобицы, состоящая из 23 крестьянских дворов дворов.

ГЛОБИЦЫ — деревня принадлежит гвардии поручику князю и княгине Енгалычевым, число жителей по ревизии: 160 м. п., 125 ж. п.; 

В оной церковь деревянная во имя Спаса Нерукотворного. (1838 год)

В пояснительном тексте к этнографической карте Санкт-Петербургской губернии П. И. Кёппена 1849 года она записана как село Globitz (Глобицы) и указано количество её жителей на 1848 год: ижоры — 51 м. п., 71 ж. п., эвремейсов — 5 м. п., 3 ж. п., всего 130 человек. Ижоры относились к православному Глобицкому Спасскому приходу, эвремейсы — к лютеранскому приходу Каприо.
Село Глобицы из 23 дворов отмечено на карте профессора С. С. Куторги 1852 года.

ГЛОБИЦЫ — деревня княгини Енгалычевой, по просёлочной дороге, число дворов — 20, число душ — 58 м. п. (1856 год)

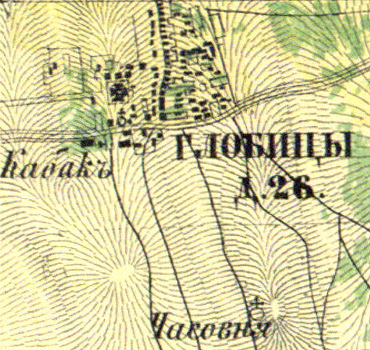
План деревни Глобицы. 1860 год

Согласно «Топографической карте частей Санкт-Петербургской и Выборгской губерний» в 1860 году деревня Глобицы насчитывала 26 крестьянских дворов. В деревне была церковь, две часовни и кабак.

ГЛОБИЦЫ — село владельческое при ключах, число дворов — 28, число жителей: 58 м. п., 62 ж. п.; Церковь православная. Волостное правление. (1862 год)

В 1865—1866 годах временнообязанные крестьяне деревни выкупили свои земельные наделы у княгини М. И. Енгалычевой и стали собственниками земли.
В 1879 году по проекту архитектора И. И. Буланова новые владельцы усадьбы Воронина Иконниковы построили в Глобицах новую каменную церковь.
Сборник Центрального статистического комитета описывал село так:

ГЛОБИЦЫ — село бывшее владельческое, дворов — 32, жителей — 182;[Волостное правление, церковь православная, часовня, лавка, постоялый двор, трактир, ярмарка 16 августа. (1885 год)

В конце XIX века Глобицы административно относились к Воронинской волости 2-го стана Петергофского уезда Санкт-Петербургской губернии, в начале XX века — 3-го стана.
По данным «Памятной книжки Санкт-Петербургской губернии» за 1905 год Глобицы — село, ярмарка 16 августа.
С 1917 по 1922 год деревня входила в состав Глобицкого сельсовета Воронинской волости Петергофского уезда.
С 1922 года в составе Копорской волости.
С 1923 года в составе Троцкого уезда.
Согласно данным переписи населения СССР 1926 года в селе Глобицы проживали 153 человека — большинство русские, а также эстонцы, поляки, литовцы и латыши.
С августа 1927 года в составе Ораниенбаумского района.

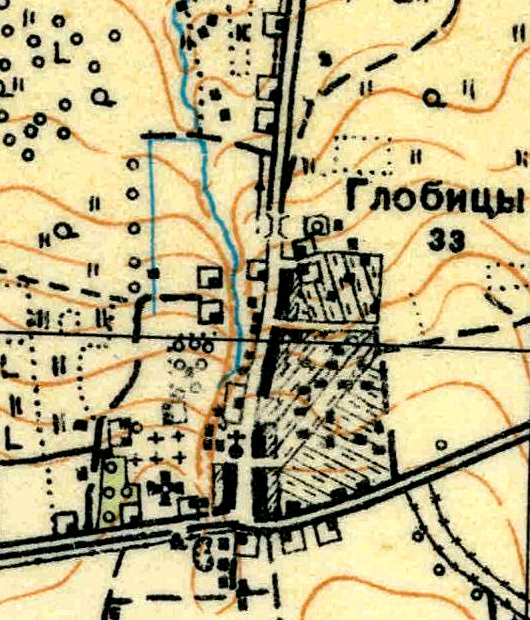
План деревни Глобицы. 1930 год

Согласно топографической карте 1930 года деревня насчитывала 33 двора, в центре деревни находились церковь и часовня.
По данным 1933 года деревня Глобицы являлась административным центром Глобицкого сельсовета Ораниенбаумского района, в который входили 11 населённых пунктов: деревни Высоцкое, Глобицы, Готобужи, Костивское, Гобовицы, Лужки Верхние, Лужки Нижние, Лужки Средние, Петровицы, Фабричная Слобода, Флоревицы, общей численностью населения 1502 человека.
По данным 1936 года в Глобицкий сельсовет входили 10 населённых пунктов, 333 хозяйства и 10 колхозов.
С 1 августа 1941 года по 31 декабря 1943 года деревня находилась в оккупации.
С 1950 года в составе Верхнего сельсовета.
С 1960 года в составе Лопухинского сельсовета.
С 1963 года в составе Гатчинского района.
С 1965 года вновь в составе Ломоносовского района. В 1965 году население деревни Глобицы составляло 50 человек.
По данным 1966, 1973 и 1990 годов деревня Глобицы также входила в состав Лопухинского сельсовета.
В 1997 году в деревне Глобицы Лопухинской волости проживали 868 человек, в 2002 году — 661 человек (русские — 91 %), в 2007 году — 749.

## География
Деревня расположена в юго-западной части района на автодороге 41К-008 (Петродворец — Криково), к западу от административного центра поселения, деревни Лопухинка.
Расстояние до административного центра поселения — 13 км.
Расстояние до ближайшей железнодорожной станции Копорье — 15 км.

## Демография
| 1862 | 2002 | 2007 | 2010 | 2017 |
| ---- | ---- | ---- | ---- | ---- |
| 120  | ↗661 | ↗749 | ↗774 | ↘706 |

## Фото

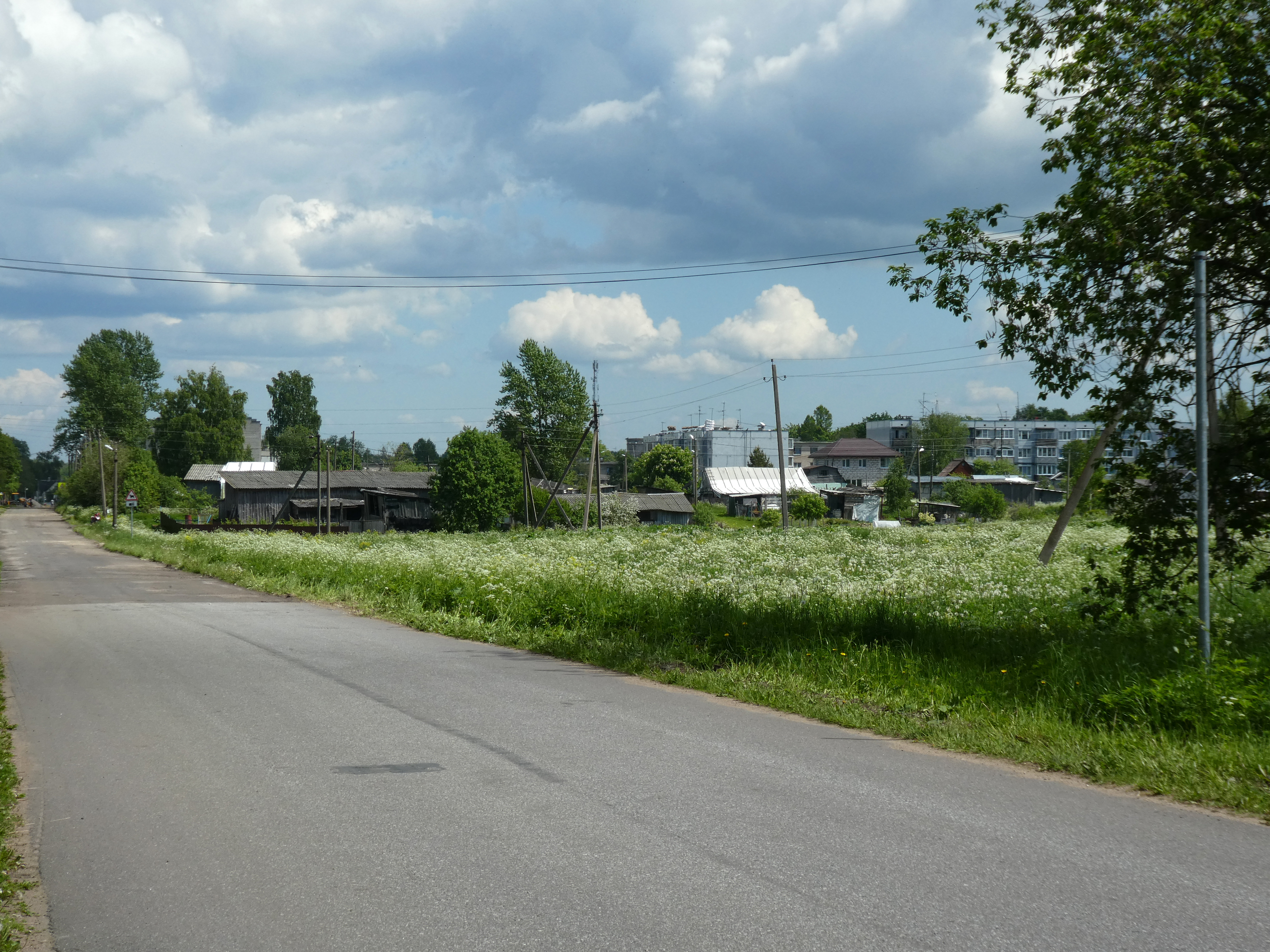
Деревня Глобицы. 2022 год

## Улицы
Героев, Копорская, Копорское шоссе, Лесная, Мирная, Октябрьская, Школьная.